# جورج واشنطن مونتجومري
جورج واشنطن مونتجومري (بالإسبانية: George Washington Montgomery)‏ هو كاتب إسباني، ولد في 1804، وتوفي في 1841.